# الشابية (قبيلة)
الشابيين او الشابية هي قبيلة تونسية عربية تعود أصولها الى الحجاز من قبيلة هذيل. ذاع صيتها في عصر الدولة الحفصية حيث كانت أسرة سياسية كبيرة في القيروان. ويرجع أصل التسمية لقرية الشابة التي أصبحت اليوم حي من مدينة توزر. واشتهرت هذه الاسرة اليوم بعدد من المشاهير والمؤثرين في مجالات السياسة والإعلام والأدب والرياضة.

## النسب
يعود نسب الشابيون حسب وثائقهم التي يملكونها الى سلفهم الأول أحمد بن مخلوف وهم:
- بنو احمد بن مخلوف بن علي بن مساعد بن سليمان بن مروان الذي يعود نسبه الى قبيلة هذيل بن مدركة بن الياس بن مضر بن نزار بن معد بن عدنان.[1]

## عنهم
أختلف في عصر هجرتهم قيل انها هجرة متأخرة وقيل ان هجرتهم قديمة ويعود تاريخها الى عصر التغريبة الهلالية حيث كانت أسرة الشابي فرع من القبيلة الأم هذيل التي شاركت بعض بطونها في تغريبة بني هلال.وذكر أبن خلدون خبر سكن بطن من هذيل في باجة.
ولم تذكر الشابية كقبيلة في عصر ابن خلدون ولم تتكون ككيان مستقل في ذلك العصر بل كان اسلافهم في كيان هذيل قبيلتهم الام حتى القرن الرابع عشر الميلادي حيث برزت هذه الاسرة في أنحاء افريقية واستطاعوا انشاء كيانا قويا جعلهم في حرب ضد الدولة الحفصية وحكامها. وكان يتبعهم العديد من القبائل العربية في شمال أفريقيا بالإضافة الى اهل القيروان.
وفي القرن السادس عشر الميلادي قوت شوكة قبيلة الشابيين حتى حكموا القيروان وطردوا حاكمها الحفصي أبو عبد الله الحسن الى إسبانيا.

## الانتشار
تنتشر قبيلة الشابية بمختلف فروعها في كل من:
- تونس - في توزر وتستور وقصر هلال وفريانة والرقاب وتبرسق والسرس والدهماني وتمغزة ونفطة.
- الجزائر - في تلمسان ومسكيانة وقالمة وعين البيضاء وثليجان وسيدي عقبة وعين الحجل.
- ليبيا - في بنغازي وطرابلس.

## أعلام منهم
- أبو القاسم الشابي (1909-1934) شاعر.
- محمد الأمين الشابي (1917-1974) سياسي وأخ أبو القاسم.
- الأزهر القروي الشابي (1927) محامي وسياسي.
- أحمد نجيب الشابي (1944-) سياسي.
- فضيلة الشابي (1946-) شاعرة وروائية وابنة عم أبو القاسم.
- عصام الشابي (1957-) سياسي وأخ أحمد نجيب.
- مراد الشابي (1970-) لاعب ومدرب كرة قدم.
- علاء الشابي، إعلامي.
- مروى الشابي (1986-) لاعبة كرة قدم.
- عبد العزيز الشابي (1988-) لاعب كرة يد.
- فاطمة الشابي (2006-) تقنية